# Korgmakartjärnen
Korgmakartjärnen är en sjö i Älvsbyns kommun i Norrbotten och ingår i Piteälvens huvudavrinningsområde. Sjön har en area på 0,0616 kvadratkilometer och ligger 347 meter över havet. Korgmakartjärnen ligger i Piteälven Natura 2000-område. Sjön avvattnas av vattendraget Övre Pansikån.

## Delavrinningsområde
Korgmakartjärnen ingår i det delavrinningsområde (732776-170840) som SMHI kallar för Ovan 732309-171042. Medelhöjden är 353 meter över havet och ytan är 11,73 kvadratkilometer. Det finns inga avrinningsområden uppströms utan avrinningsområdet är högsta punkten. Övre Pansikån som avvattnar avrinningsområdet har biflödesordning 2, vilket innebär att vattnet flödar genom totalt 2 vattendrag innan det når havet efter 93 kilometer. Avrinningsområdet består mestadels av skog (82 procent) och sankmarker (16 procent). Avrinningsområdet har 0,06 kvadratkilometer vattenytor vilket ger det en sjöprocent på 0,5 procent.